# Nürnberg (Schiff, 1917)
Die Nürnberg war ein Kleiner Kreuzer der kaiserlichen Marine. Sie war das vierte und letzte Schiff der Königsberg-Klasse und benannt nach dem gleichnamigen Kleinen Kreuzer Nürnberg, der im Seegefecht bei den Falklandinseln verloren gegangen war.
Nach ihrer Erprobung kam die Nürnberg zur II. Aufklärungsgruppe und wurde im Vorposten- und Sicherungsdienst in der Nordsee eingesetzt. Im Oktober 1917 übernahm sie den Geleitschutz für Transporter beim „Unternehmen Albion“, der Besetzung der Baltischen Inseln. Am 17. November 1917 nahm sie am zweiten Seegefecht bei Helgoland teil, wobei sie einige leichte Treffer erhielt und einen Toten sowie neun Verwundete zu beklagen hatte. Nach einer gründlichen Werftüberholung von März bis Mai 1918 folgten bis Kriegsende hauptsächlich Minenunternehmungen.
Nach dem Ende des Krieges wurde auch die Nürnberg in Scapa Flow interniert. Ihre Selbstversenkung am 21. Juni 1919 misslang. Die Briten konnten die Kette vom Anker lösen (slippen) und das Schiff in flachem Wasser auf Grund setzen. Es wurde geborgen und in der Folgezeit als Zielschiff benutzt. Als solches wurde die Nürnberg schließlich am 7. Juli 1922 bei der Isle of Wight versenkt.

## Kommandanten
| Dienstgrad           | Name              | Dienstzeit                 |
| Fregattenkapitän/KzS | Walter Hildebrand | Februar 1917 – Januar 1918 |
| FKpt                 | Hans Quaet-Faslem | Januar – Juli 1918         |
| FKpt                 | Wolfgang Wegener  | Juli – Dezember 1918       |
| Kapitänleutnant      | Günther Georgii   | Internierungskommandant    |